# Circulación sistémica

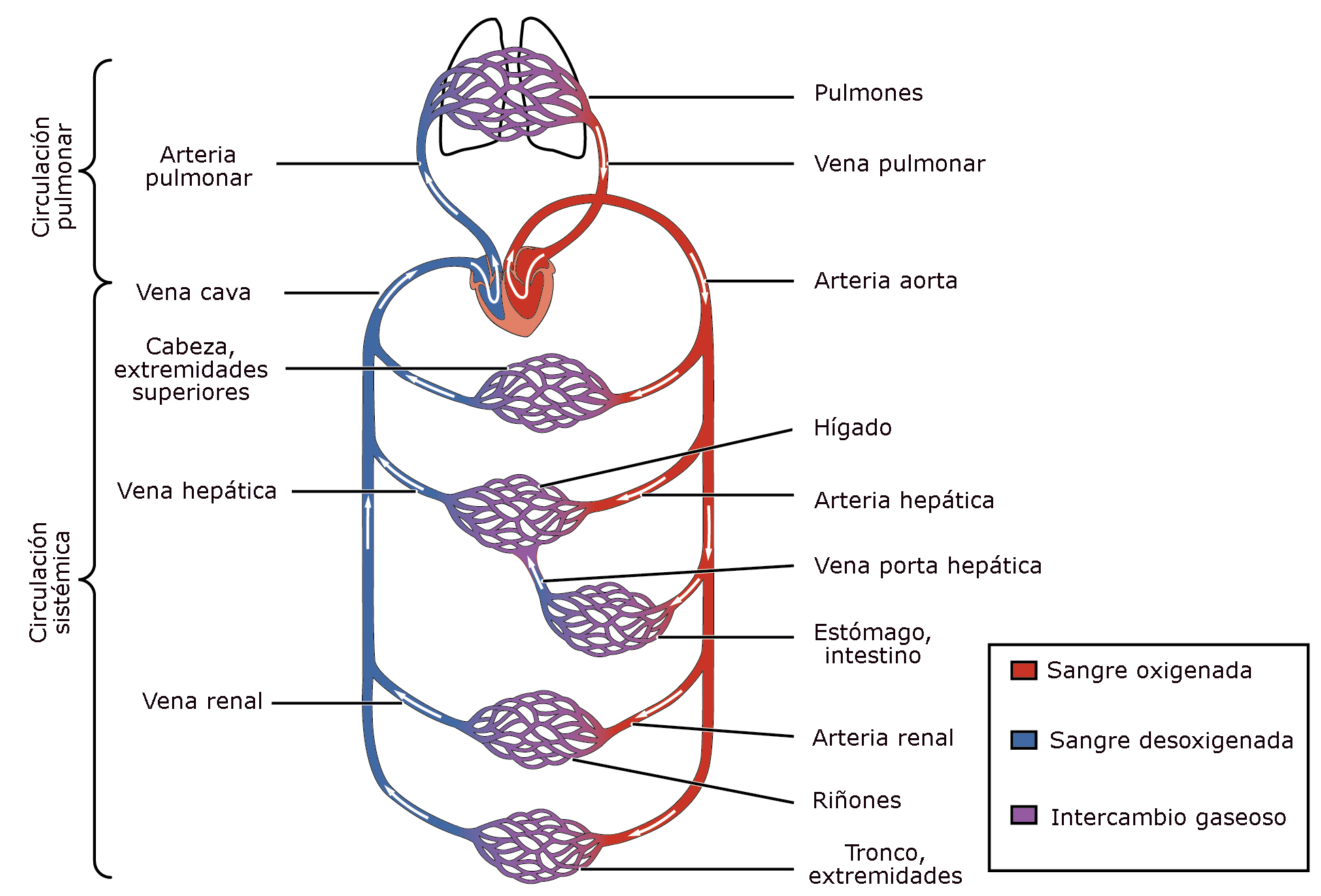
Circulación pulmonar y sistémica en el ser humano.

La circulación sistémica o circulación mayor es la que transporta sangre rica en oxígeno desde el ventriculo izquierdo del corazón hacia la arteria aorta y sus ramas que la distribuyen por todo el cuerpo. La circulación sistémica más la circulación pulmonar o circulación menor forman el aparato circulatorio.